# Super Bowl 50
Super Bowl 50 was een Americanfootballwedstrijd tussen de kampioen van de American Football Conference Denver Broncos en de National Football Conference-kampioen Carolina Panthers. De winnaar mocht zich NFL-kampioen noemen. De zege ging met een score van 24–10 naar de Denver Broncos.
De twee hoogst geplaatste teams uit de twee conferences plaatsten zich ook voor de Super Bowl. De Broncos sloten het reguliere seizoen met 12 overwinningen uit 16 wedstrijden. De Panthers eindigden het seizoen met maar een verloren wedstrijd en 15 overwinningen.

## Play-offs
|  | Wildcard Play-offs         | Wildcard Play-offs         |                                 |                              | Divisional Play-offs            | Divisional Play-offs            |                        |                        | NFC & AFC Championships | NFC & AFC Championships |  |  | Super Bowl 50 | Super Bowl 50 |
|  |                            |                            |                                 |                              |                                 |                                 |                        |                        |                         |                         |  |  |               |               |
|  | Paul Brown Stadium, 9 jan. | Paul Brown Stadium, 9 jan. |                                 |                              | Sports Authority Field, 17 jan. | Sports Authority Field, 17 jan. |                        |                        |                         |                         |  |  |               |               |
|  | Paul Brown Stadium, 9 jan. | Paul Brown Stadium, 9 jan. | Sports Authority Field, 24 jan. |                              | Sports Authority Field, 17 jan. | Sports Authority Field, 17 jan. |                        |                        |                         |                         |  |  |               |               |
|  | Paul Brown Stadium, 9 jan. | Paul Brown Stadium, 9 jan. | Denver Broncos                  | 23                           |                                 |                                 |                        |                        |                         |                         |  |  |               |               |
|  | Cincinnati Bengals         | 16                         | Denver Broncos                  | 23                           |                                 |                                 |                        |                        |                         |                         |  |  |               |               |
|  | Cincinnati Bengals         | 16                         |                                 | Pittsburgh Steelers          | 16                              |                                 |                        |                        |                         |                         |  |  |               |               |
|  | Pittsburgh Steelers        | 18                         |                                 | Pittsburgh Steelers          | 16                              | Denver Broncos                  | 20                     |                        |                         |                         |  |  |               |               |
|  | Pittsburgh Steelers        | 18                         | Gillette Stadium, 16 jan.       |                              |                                 | Denver Broncos                  | 20                     |                        |                         |                         |  |  |               |               |
|  | NRG Stadium, 9 jan.        | NRG Stadium, 9 jan.        |                                 | New England Patriots         | 18                              |                                 | Levi's Stadium, 7 feb. | Levi's Stadium, 7 feb. |                         |                         |  |  |               |               |
|  | NRG Stadium, 9 jan.        | NRG Stadium, 9 jan.        | New England Patriots            | New England Patriots         | 18                              | 27                              | Levi's Stadium, 7 feb. | Levi's Stadium, 7 feb. |                         |                         |  |  |               |               |
|  | Houston Texans             | 0                          | New England Patriots            |                              |                                 | 27                              | Levi's Stadium, 7 feb. | Levi's Stadium, 7 feb. |                         |                         |  |  |               |               |
|  | Houston Texans             | 0                          |                                 | Kansas City Chiefs           | 20                              |                                 | Levi's Stadium, 7 feb. | Levi's Stadium, 7 feb. |                         |                         |  |  |               |               |
|  | Kansas City Chiefs         | 30                         |                                 | Kansas City Chiefs           | 20                              | Denver Broncos                  | 24                     |                        |                         |                         |  |  |               |               |
|  | Kansas City Chiefs         | 30                         | Bank of Am. Stadium, 17 jan.    |                              |                                 | Denver Broncos                  | 24                     |                        |                         |                         |  |  |               |               |
|  | TCF Bank Stadium, 10 jan.  | TCF Bank Stadium, 10 jan.  | Bank of Am. Stadium, 24 jan.    | Bank of Am. Stadium, 24 jan. |                                 | Carolina Panthers               | 10                     |                        |                         |                         |  |  |               |               |
|  | TCF Bank Stadium, 10 jan.  | TCF Bank Stadium, 10 jan.  | Bank of Am. Stadium, 24 jan.    | Bank of Am. Stadium, 24 jan. | Carolina Panthers               | Carolina Panthers               | 10                     | 31                     |                         |                         |  |  |               |               |
|  | Minnesota Vikings          | 9                          | Bank of Am. Stadium, 24 jan.    | Bank of Am. Stadium, 24 jan. | Carolina Panthers               |                                 |                        | 31                     |                         |                         |  |  |               |               |
|  | Minnesota Vikings          | 9                          | Bank of Am. Stadium, 24 jan.    | Bank of Am. Stadium, 24 jan. |                                 | Seattle Seahawks                | 24                     |                        |                         |                         |  |  |               |               |
|  | Seattle Seahawks           | 10                         |                                 | Carolina Panthers            | 49                              | Seattle Seahawks                | 24                     |                        |                         |                         |  |  |               |               |
|  | Seattle Seahawks           | 10                         | Univ. Phoenix Stadium, 16 jan.  | Carolina Panthers            | 49                              |                                 |                        |                        |                         |                         |  |  |               |               |
|  | FedEx Field, 10 jan.       | FedEx Field, 10 jan.       |                                 | Arizona Cardinals            | 15                              |                                 |                        |                        |                         |                         |  |  |               |               |
|  | FedEx Field, 10 jan.       | FedEx Field, 10 jan.       | Arizona Cardinals               | Arizona Cardinals            | 15                              | 26                              |                        |                        |                         |                         |  |  |               |               |
|  | Washington Redskins        | 18                         | Arizona Cardinals               |                              |                                 | 26                              |                        |                        |                         |                         |  |  |               |               |
|  | Washington Redskins        | 18                         |                                 | Green Bay Packers            | 20                              |                                 |                        |                        |                         |                         |  |  |               |               |
|  | Green Bay Packers          | 35                         |                                 | Green Bay Packers            | 20                              |                                 |                        |                        |                         |                         |  |  |               |               |
|  | Green Bay Packers          | 35                         |                                 |                              |                                 |                                 |                        |                        |                         |                         |  |  |               |               |